# Шварц, Евгения Михайловна
Евгения Михайловна Шварц (латыш. Jevgēņija Švarca; 23 июня 1929, Рига — 22 июня 2012, Рига) — советский и латвийский химик, специалист в области химии бора и его соединений. Хабилитированный доктор химии. Профессор. Эмеритированный ученый.

## Биография
Родилась 23 июня 1929 года в Риге в семье военного инженера и учительницы. Детство провела в Даугавпилсе. В 1947 году окончила с золотой медалью Рижскую 10 среднюю школу
В 1952 году с отличием окончила химический факультет Латвийского государственного университета по специальности «органическая химия». Проходила практику под руководством профессора Аугуста Кешанса. В 1955 году защитила кандидатскую диссертацию, в 1967 докторскую диссертацию в Институте неорганической химии АН Латвии. Затем в 1992 году была переквалифицирована в хабилитированного доктора химии.
В 1995 году ушла на пенсию. В 1996 году присвоено звание государственного эмеритированного учёного.
Многократный лауреат премии президиума АН Латвии (1973, 1984 — I премия), (1976 — II премия), (1977 — III премия)
Умерла 22 июня 2012 года в Риге.

## Институт неорганической химии
- В 1952 году начала работать в лаборатории неорганической химии Института химии Академии наук Латвийской ССР.
- С 1952 по 1957 год младший научный сотрудником.
- С 1957 по 1975 год старший научный сотрудник
- С 1963 по 1965 год ученый секретарь института
- В 1977 году назначена профессором института.
- С 1975 по 1995 год — руководитель лаборатории химии бора.

## Научная деятельность
Сфера научных интересов Евгении Шварц — аналитическая химия бора, химия комплексных соединений бора, синтез и изучение свойств таких соединений. Экстракция борной кислоты из растворов соли. Ингибиторы коррозии металлов. Биостимуляторы повышающий урожай. Антисептики древесины и антипирены.
Синтезированные и исследованные под руководством Евгении Шварц соединения обладают рядом важных свойств, применимых на практике: некоторые — эффективные микроудобрения и биостимуляторы роста растений и повышения урожая, некоторые — ингибиторы коррозии черных металлов в водных средах в широком диапазоне температур и давлений, некоторые — консерванты древесины и изделий из целлюлозы. Эти свойства были защищены Е. М. Шварц более чем 70 авторскими свидетельствами и патентами.
В 1962 году по инициативе Альфреда Иевиньша, Евгении Шварц создает группу для изучения комплексных соединений бора. В 1975 году группа преобразуется в лабораторию химии бора, занимающуюся синтезом соединений бора и исследованием их свойств
Автор более 600 научных публикаций, в том числе 3 монографий. Под ее руководством с 1961 года было подготовлено и защищено 19 диссертационных работ. Шварц была членом химического общества Латвии, Союза ученых Латвии, до 1991 года выполняла обязанности председателя секции химии бора в Научном совете АН СССР по неорганической химии, была членом многих научных советов.

## Публикации

### Монографии
- J.Švarca. Bora kompleksie savienojumi ar polioksisavienojumiem. Rīga, Zinātne, 1968, 243 lpp.
- J.Švarca. Borskābes mijiedarbība ar spirtiem un oksiskābēm. Rīga, Zinātne, 1990, 410 lpp.
- J.Švarca. Bora analītiskā ķīmija. (Brošūra). Rīga, LatNINTI, 1989, 94 lpp.

### Статьи
- J.Švarca, A.Dzene, A.Ieviņš. Ekstrakcijas metode borskābes atdalīšanai. Zavodskaja laboratorija, (krievu val.),1969, 35.sēj., Nr.7, 787.lpp.
- J.Švarca, P.Teļženska, A.Ieviņš. Kompleksu veidošana starp glukonskābes un borskābes sāļiem. Žurnal ņeorgaņičeskoi himiji (krievu val.),1971, 16.sēj., Nr.4, 909.-912.lpp.
- J.Švarca, A.Vegnere, A.Ieviņš. Borskābes kompleksie savienojumi ar 2,2-dihidroksi-metilpropanolu-1 un 2,2-dihidroksimetilbutanolu-1. Žurnal obščei himiji.(krievu val.), 1974, 44.sēj., Nr.10, 2213.-2221.lpp.
- J.Švarca, A.Tērauda, A.Ieviņš. Thermal Analysis of Boron Complexes Containing Ligands of Type R-C(CH2 OH)3. Journal of Thermal Analysis. 1974, Nr.6, pp.577.-584.
- J.Švarca, G.Sergejeva. Kompleksie savienojumi, ko veido borskābe ar citronskābi un metālu joniem. Koordinacionnaja himija. (krievu val.) 1979, 5.sēj.,Nr.12, 1782.- 1787.lpp.
- J.Švarca, R.Ignaša, P.Teļženska u.c. Borskābes ekstrakcija ar triolu monoalkilēteriem. Žurnal prikladnoi himii.(krievu val.). 1987, 60.sēj., Nr.7, 1567.-1571.lpp.
- J.Švarca, I.Vītola, G.Sergejeva, G.Pilojans, O.Drozdova. Thermal Decomposition of Dicitratoborates. Journal of Thermal Analysis. 1986, Vol.31., Nr.2., pp.351-359.
- J.Švarca. The Aplication of Extraction in Analytical Chemistry of Boron. ISEC — 88 Conference Paper. M., Nauka, 1988, pp.104-107.
- J.Švarca, M.Kursina. Dividing into Layers as Extraction Method. In «Solvent Extraction 1990.» Proceedings of ISEC −90, P.B. Elsevier. Amsterdam, 1992, pp. 1731—1735.
- J.Švarca. Boron Compaunds: are they harmful or useful. Chem, Sustainable Development. 1995, Nr.2., pp. 435—439.
- J.Švarca, A.Putniņa. Phase Equilibria in Multicomponent Systems with Boric Acid and Extractants Containing b -Diolic Groups and their Use for Boric Acid Extraction from the Water-Salt Solutions. Proceedings of ISEC-93: «Solvent Extraction in the Process Industries.» Elsevier Appl. Science. London 1993, pp.768-774.
- J.Shvarts, R.Ignash, M.Kursina, A.Putnin. The Method of "Arising Extractants and its Use for Boron Compaunds Extraction. XVI Mendeleev Congress on General and Applied Chemistry . V.2, Moscow, 1998, p.442.